# Anselm Stolz
Anselm Stolz OSB (* 25. November 1900 in Erkrath; † 19. September 1942 in Rom) war ein katholischer Theologe.

## Leben
Er trat mit der Profess am 29. Februar 1920 in die Abtei Gerleve ein und studierte ab 1921 am Pontificio Ateneo Sant’Anselmo, wo er ab 1928 die Systematische Theologie lehrte. Er starb 1942 in Rom, nachdem er durch seelsorgliche Einsätze an Typhus erkrankte.

## Rezeption
Ein Rezensent stellte 1937 fest, dass Stolz in seinen Schriften über die Mystik einen neuen Ansatz anwende. Er versuche, „einen Anschluß anzubahnen an die wiedererwachende patristische Theologie [...] und ihre Verbindung mit der Theologie des Aquinaten.“
Als die Hochschule Sant' Anselmo das Jubiläum zum hundertjährigen Bestehen feierte, veranstaltete die Theologische Fakultät ein Symposion zur Ehre des Stolz, der als „einer ihrer berühmtesten Dozenten“ in der publizierten Dokumentation beschrieben wurde.

## Schriften (Auswahl)
- Glaubensgnade und Glaubenslicht nach Thomas von Aquin. Rom 1933, OCLC 6948545.
- Theologie der Mystik. Regensburg 1936, OCLC 759813891.
  - Théologie de la mystique. Éditions des Bénédictins d'Amay, Chevetogne 1947.
- Anselm von Canterbury. Sein Leben, seine Bedeutung, seine Hauptwerke. München 1937, OCLC 256319534.
- L’ascesi cristiana. Brescia 1943, OCLC 1020136226.
  - L'ascèse chrétienne. Éditions des Bénédictins d'Amay, Chevetogne 1948.